# Рута 25
Рута 25 — 7-метровий міський автобус середнього класу українського виробництва, який випускає Часово-Ярський ремонтний завод на шасі ГАЗ 33021 «Газель», вперше був представлений в кінці 2008 року і прийшов на заміну моделі Рута 19. Від свого попередника автобус відрізняється збільшеною місткістю: 19 сидячих пасажирів і 6 стоячих. Так само враховуючи побажання замовників було проведено зміна передній частині автобуса РУТА 25 (зменшено лобове скло (на перші партії автобусів постачальником лобового скла було ТОВ «Фірма Престиж» міста Нікополь, скло було з маркуванням Prestige), змінені передні крила). Технологія складання отримала важливий етап — панелі зовнішньої обшивки даху монтуються на клейове з'єднання.
В 2017 році дебютувала модель Рута 25F створена на шасі Ford Transit 2Т з двигуном стандарту Євро-6.
Всього виготовили близько 2000 автобусів Рута 25.

## Модифікації

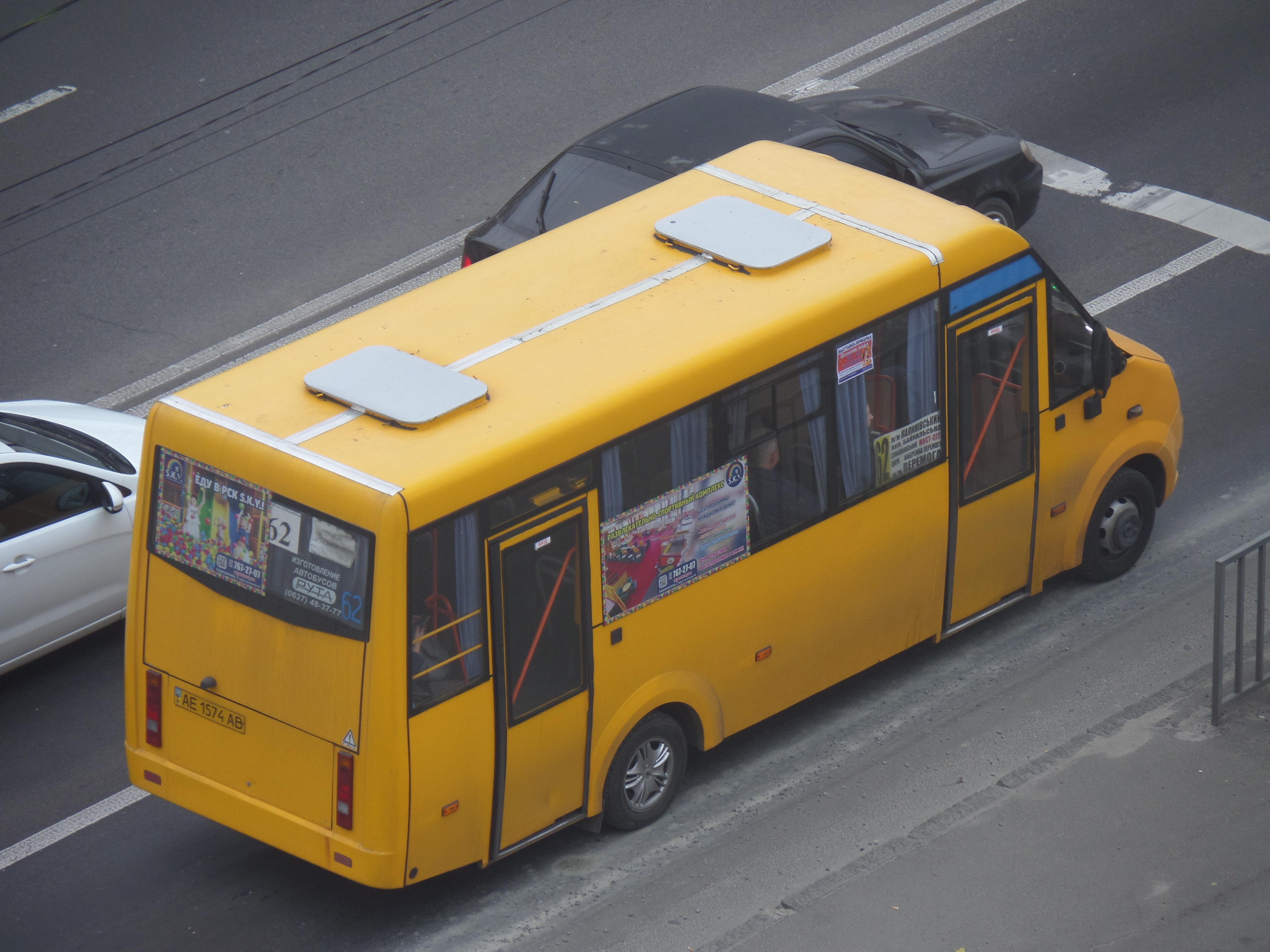
Рута 25А Нова

- Рута 25 — базова модель (19 сидячих місць) на шасі ГАЗ 33021 «Газель».
- Рута 25D — модифікація (19 сидячих місць) міського автобуса Рута 25 на шасі ГАЗель-Бізнес з дизельним двигуном Cummins ISF2.8s4129Р 2,781 л потужністю 120 кінських сил, крутним моментом 297 Нм.
- Рута 25 ПЕ — переробка з БАЗ-2215 «Дельфін» або зі старих «Рут»

Від «Дельфіна» залишається тільки рама, але і вона піддається модернізації, на базі вже модернізованій рамі робиться металевий каркас, після чого обшивається алюмінієвим сплавом.
Від базової рути відмінність тільки одна, рама
- Рута 25 Нова (Рута 25 Next) — 25-місний (19-22 сидячих місць) міський автобус довжиною 7,120 м на шасі ГАЗель-Next з дизельним двигуном Cummins ISF2.8s4129Р 2,781 л потужністю 120 кінських сил, що вперше представлений в 2014 році (всього виготовили 110 автобусів).
- Рута 25А Нова — 25-місний (19-22 сидячих місць) міський автобус довжиною 7,120 м на шасі ГАЗель-Next з бензиновим двигуном EvoTech 2,7 л потужністю 106 кінських сил, крутним моментом 220,5 Нм (всього виготовили 200 автобусів).
- Рута 25F — 25-місний (23 сидячих місць) міський автобус на шасі Ford Transit 2Т з дизельним двигуном 2,2 л UYR6 Євро-6 потужністю 155 кінських сил (всього виготовили 27 автобусів).

### Рута 25F
В 2017 році з'явилися нові мікроавтобуси Часов'ярського автозаводу «Рута 25F», виготовлені на базі шасі «Ford Transit» з двигуном стандарту «Євро-6». Мікроавтобуси можуть перевозити 25 пасажирів — в салоні розміщено 23 сидіння для пасажирів. Загальна вага мікроавтобуса — 4700 кг, він приводиться в рух 2,2-літровим турбодизелем UYR6 потужністю в 155 кінських сил.

## Конкуренти
- ХАЗ 3250
- Богдан А069
- ГалАЗ-А30751

## Зноски
1. ↑  История семейства моделей «РУТА» РУТА 22 и РУТА 25 [Архівовано 3 лютого 2014 у Wayback Machine.] 31.08.2011 (рос.)